# Ouguiya (depuis 2018)
Pour les articles homonymes, voir Ouguiya.
L’ouguiya (nom de genre féminin en français ; (ar) أوقية), deuxième du nom (code ISO 4217 MRU), est la devise officielle de la Mauritanie depuis le 1er janvier 2018. Elle remplace la première ouguiya, qui avait cours depuis 1973, au taux de 10 pour 1.

## Étymologie
Une ouguiya ou ouqiya (ar), vient de l'arabe awqiya (en arabe : أوقية) qui signifie once.

## Historique
Le 28 novembre 2017, dans son discours pendant la fête de l'indépendance, le président mauritanien, Mohamed Ould Abdel Aziz, annonce une réforme du système monétaire qui selon lui va aider l'économie souffrante du pays.
Cela a entraîné une très importante inflation en décembre 2017 d'environ 10 à 50 % selon les produits.
Le 1er janvier 2018, une nouvelle monnaie est mise en place. Dix anciens ouguyas (code ISO 4217 : MRO) en valent un à cette date. Le code ISO 4217 de cette nouvelle monnaie est MRU. De nouveaux billets en polymère remplacent les anciens.
Les Mauritaniens ont un an pour échanger leurs billets. Durant les six premiers mois de l'année, ils pourront réaliser ces opérations auprès des banques, des guichets du Trésor ou encore de la Poste. Après, il faudra s'adresser à la Banque centrale. Ce change se fera de manière progressive. Durant le premier mois, les billets de 5 000 ouguiyas seront remplacés, puis ceux de 2 000, etc. À partir de 500 000 ouguiyas, les Mauritaniens devront ouvrir un compte en banque pour procéder au change. Les prix sont affichés en ouguiya d'avant 2018 (MRO) et en ouguiya actuelle (MRU), pendant une durée de trois ans.

## Subdivisions
La devise a la particularité de ne pas être divisible par 10, 100 ou 1000 : une ouguiya comprend cinq khoums ((ar) خمس), ce qui veut dire « cinquième ». Il n'existe qu'une seule autre devise dans ce cas : l'ariary de Madagascar,.

## Change
1 MRU = 0,023 EUR (Currency converter le 18/07/2024). La monnaie s'est donc considérablement dépréciée depuis l'abandon du franc CFA : 50 XOF (ce que valaient 10 MRO à la création de l'ouguiya, et donc rétrospectivement 1 MRU) valent en effet 0,076 EUR.

## Pièces
À partir de 2018, les pièces en circulation sont de :
- 1/5 ouguiya ;
- 1 ouguiya ;
- 5 ouguiyas ;
- 10 ouguiyas ;
- 20 ouguiyas.

## Billets

Spécimens de billets de 200 et 1000 ouguiyas

À partir de 2018, les billets en circulation de la nouvelle monnaie sont de :  
- 20 ouguiyas ;
- 50 ouguiyas ;
- 100 ouguiyas ;
- 200 ouguiyas ;
- 500 ouguiyas ;
- 1 000 ouguiyas .